# Kemy Agustien
Germaine Hesus „Kemy” Agustien (ur. 20 sierpnia 1986 w Willemstadzie) – piłkarz z Curaçao występujący na pozycji pomocnika. Grał w reprezentacji Holandii U-21.

## Kariera
Agustien zaczynał swoją karierę w Willem II Tilburg. W 2006 przeszedł do AZ Alkmaar, ale sezon 2006-07 spędził na wypożyczeniu do Rody Kerkrade. W kolejnym sezonie powrócił do AZ i zagrał tam 25 meczów ligowych strzelając dwa gole. W sezonie 2008-09 został wypożyczony do angielskiego zespołu Birmingham City. Po sezonie klub nie zdecydował się jednak wykupić zawodnika. Dlatego Agustien powrócił do Holandii i sezon 2009-10 spędził na wypożyczeniu w RKC Waalwijk. W czerwcu 2010 rozwiązał swój kontrakt z AZ Alkmaar. Wkrótce potem związał się ze Swansea City. 11 marca 2011 został wypożyczony na 3 miesiące do Crystal Palace. Następnie wrócił do Swansea, której barwy reprezentował do 2013.
W kolejnych latach występował w Brighton & Hove Albion, Vendsysselu, Hamiltonie, Dordrechcie, Globalu Cebu, TEC, Nuneaton Borough F.C., Halesowen Town F.C., Barrow A.F.C. i Wrexham F.C.